# Юрчишин Ярослав Романович
Яросла́в Рома́нович Юрчи́шин (нар. 14 жовтня 1980, Мирне, Плесецького району, Архангельска область, РРФСР, СРСР) — український громадський та політичний діяч, експерт у галузі адвокації та боротьби з корупцією. Протягом 2016—2018 років — виконавчий директор Трансперенсі Інтернешнл Україна. Заступник голови партії «Голос», перший заступник голови комітету ВР з питань антикорупційної політики у Верховній Раді України IX скликання голова комітету ВР з питань свободи слова . Один із спікерів Форуму Вільних Держав Постросії.

## Освіта
1997— 2002 — Львівський національний університет імені Івана Франка, факультет історії, спеціальність «учитель історії, історик, археолог», спеціаліст.
2006 — Національний університет «Києво-Могилянська академія», факультет соціальних наук і технологій, Школа практичної психології (сертифіковані курси), сертифікат «Практичний психолог».
2008—2010 — Національний університет «Києво-Могилянська академія», факультет соціальних наук і технологій, політологія, спеціалізація «Європейські студії», магістр політології.

## Професійна діяльність
Протягом 2003—2005 років Ярослав відповідав за зовнішні зв'язки ВМГО «Пласт-Національна скаутська організація України», керував Київським офісом організації.
Протягом 2005—2010 років Ярослав Юрчишин брав участь у будівництві структур партії «Наша Україна».
З 2009 до 2011 року очолював відділ щодо зв'язків з владою в інвестиційному банку «Фенікс капітал».
2012—2014 — тренер з питань лобіювання, традиційних та нових медіа Інституту політичної освіти, Національного демократичного інституту (США), Інституту лідерства та управління УКУ (Львів).
2014 — радник секретаря Ради національної безпеки та оборони України. Член Ради громадського контролю при НАБУ.
2014—2016 — менеджер з адвокації коаліції громадських організацій Реанімаційний Пакет Реформ.
2016—2017 — член конкурсної комісії з обрання прокурорів Спеціальної антикорупційної прокуратури. Член конкурсної комісії з обрання голови Національного агентства України з питань виявлення, розшуку та управління активами, одержаними від корупційних та інших злочинів.
2016—2018 — виконавчий директор Трансперенсі Інтернешнл Україна, а у 2018—2019 роках — Голова правління організації.
У травні 2019 року Ярослав зупинив членство в правлінні, щоб взяти участь у передвиборчій кампанії партії «Голос».

## Громадська діяльність
Член Пласту з 2001 року. Також був членом керівних органів на місцевому рівні, активним учасником низки громадських організацій: Фундація регіональних ініціатив, Молодіжний націоналістичний конгрес, Просвіта тощо.
Протягом 2007—2012 років Юрчишин працював помічником на громадських засадах народного депутата Ігоря Кріля. А впродовж 2010—2014 — помічник на громадських засадах народного депутата Лесі Оробець. 2013—2016 — Голова ради (Крайової пластової ради) Пласту — національної скаутської організації України. 2014 року Ярослав Юрчишин був керівником напрямку підготовки та обговорення реформ Центру Реформ Інституту розвитку суспільних інновацій.
Входив до Ради громадського контролю при НАБУ (2015—2016).

## Політична діяльність
Один з основних членів партії «Голос». Кандидат у народні депутати, обраний на парламентських виборах 2019 року, № 7 у списку. Перший заступник голови комітету з питань антикорупційної політики у Верховній Раді України IX скликання (з 29 серпня 2019 року).

### Міжпарламентська діяльність
Заступник члена Постійної делегації у Парламентській асамблеї Організації з безпеки та співробітництва в Європі.
Заступник співголови групи з міжпарламентських зв'язків з Чеською Республікою.
Член групи з міжпарламентських зв'язків зі Сполученим Королівством Великої Британії та Північної Ірландії.
Член групи з міжпарламентських зв'язків з Японією.
Член групи з міжпарламентських зв'язків з Канадою.
Член групи з міжпарламентських зв'язків з Республікою Сінгапур.
Член групи з міжпарламентських зв'язків з Королівством Швеція.
Член групи з міжпарламентських зв'язків з Литовською Республікою.
12 грудня 2019 року Юрчишин увійшов до складу Міжфракційного об'єднання «Гуманна країна», створеного за ініціативи UAnimals для популяризації гуманістичних цінностей та захисту тварин від жорстокості.
Потрапив під санкції Росії у 2020 році.